# Francisco Madero

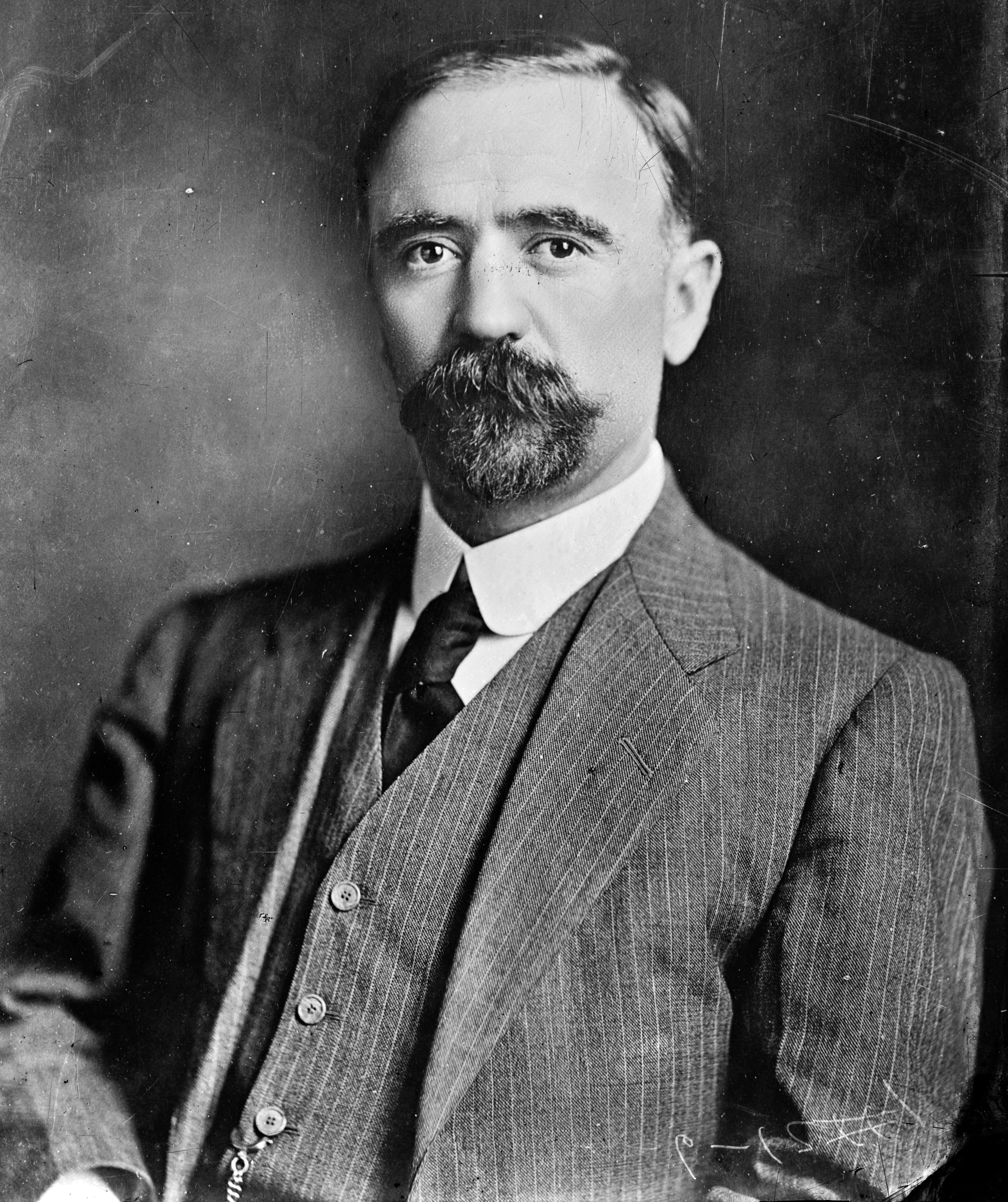

Francisco Ignacio Madero González, född 30 oktober 1873 i Parras de la Fuente i Coahuila, död 22 februari 1913 i Mexico City, var Mexikos president 1911-1913. Han var den förste president som valdes i fria, allmänna val efter störtandet av diktatorn Porfirio Diaz (som styrde Mexiko mellan 1876 och 1911) i den mexikanska revolutionen. 
Under sin ungdom studerade han vid olika universitet i USA och Frankrike. Madero återkomm till Mexiko och gifte sig med Sara Pérez 1903 och bildade Partido Nacional Antirreeleccionista  1909 för att ställa upp i presidentvalet mot Porfirio Díaz. Efter valframgångar 1910 blev han fängslad i San Luis Potosí men flydde senare till USA där han i november 1910 tog fram Plan de San Luis med uppmaning till mexikanska folket att resa sig mot Díaz. 1911 avsade sig Díaz presidentskapet vilket blev starten på mexikanska revolutionen där mer än 1 miljon mexikaner dog.
Under oroliga tider blev Madero vald till president och inrättade en liberal regering med föga stöd från marginaliserade grupper. Resningar från Emiliano Zapata och Pascual Orozco gjorde det inte enklare. Han utsåg Victoriano Huerta att leda militären mot upprorsmakarna men 1913 konspirerade denne tillsammans med Félix Díaz, (brorson till Porfirio) och Henry Lane Wilson (USA:s ambassadör i Mexiko) för att iscensätta en statskupp som inleder La decena trágica, de tio tragiska dagarna. Den 22 februari 1913 tvingades Madero skriva under sitt avsked men trots löften att få gå i exil till Kuba med vice presidente José María Pino Suárez blev båda skjutna. Han sköts när han "försökte fly" från fängelset - en typisk tillämpning av så kallad ley fuga, en mexikansk "tradition" under den här tiden enligt vilken vem som helst kunde bli dräpt under ett "flyktförsök".